# Плуаре
Плуаре́ (фр. Plouaret [pluaʁɛt], брет. Plouared) — коммуна во Франции, находится в регионе Бретань. Департамент — Кот-д’Армор. Входит в состав кантона Плестен-ле-Грев. Округ коммуны — Ланьон.
Код INSEE коммуны — 22207.

## География
Коммуна расположена приблизительно в 430 км к западу от Парижа, в 145 км северо-западнее Ренна, в 55 км к западу от Сен-Бриё.

## Население
Население коммуны на 2016 год составляло 2 145 человек.
| 1962 | 1968 | 1975 | 1982 | 1990 | 1999 | 2008 | 2016 |
| ---- | ---- | ---- | ---- | ---- | ---- | ---- | ---- |
| 2208 | 2196 | 2134 | 2239 | 2099 | 2112 | 2216 | 2145 |

## Администрация
| Период | Период | Фамилия            | Партия                  | Примечания |
| ------ | ------ | ------------------ | ----------------------- | ---------- |
| 1977   | 1986   | Норбер Ле Жён      | Коммунистическая партия |            |
| 1986   | 2001   | Робер Ле Эк        | Коммунистическая партия |            |
| 2001   | 2014   | Кристиан Ле Фюстек | Коммунистическая партия |            |
| 2014   |        | Анни Бра-Дени      | Социалистическая партия |            |

## Экономика
В 2007 году среди 1234 человек в трудоспособном возрасте (15—64 лет) 856 были экономически активными, 378 — неактивными (показатель активности — 69,4 %, в 1999 году было 66,4 %). Из 856 активных работали 751 человек (426 мужчин и 325 женщин), безработных было 105 (53 мужчины и 52 женщины). Среди 378 неактивных 97 человек были учениками или студентами, 157 — пенсионерами, 124 были неактивными по другим причинам.

## Достопримечательности
- Церковь Нотр-Дам (XVI век). Исторический памятник с 1907 года[3]
- Часовня Св. Варвары (XVI век). Исторический памятник с 1926 года[4]
- Фонтан Св. Иоанна. Исторический памятник с 1926 года[5]
- Дом XVII века на Церковной площади. Исторический памятник с 1926 года[6]
- Усадьба Кереполь (XVI век). Исторический памятник с 1991 года[7]
- Усадьба Кербриду (XVI век). Исторический памятник с 1964 года[8]
- Усадьба Гернак’ане (XVI век). Исторический памятник с 1991 года[9]

## Фотогалерея

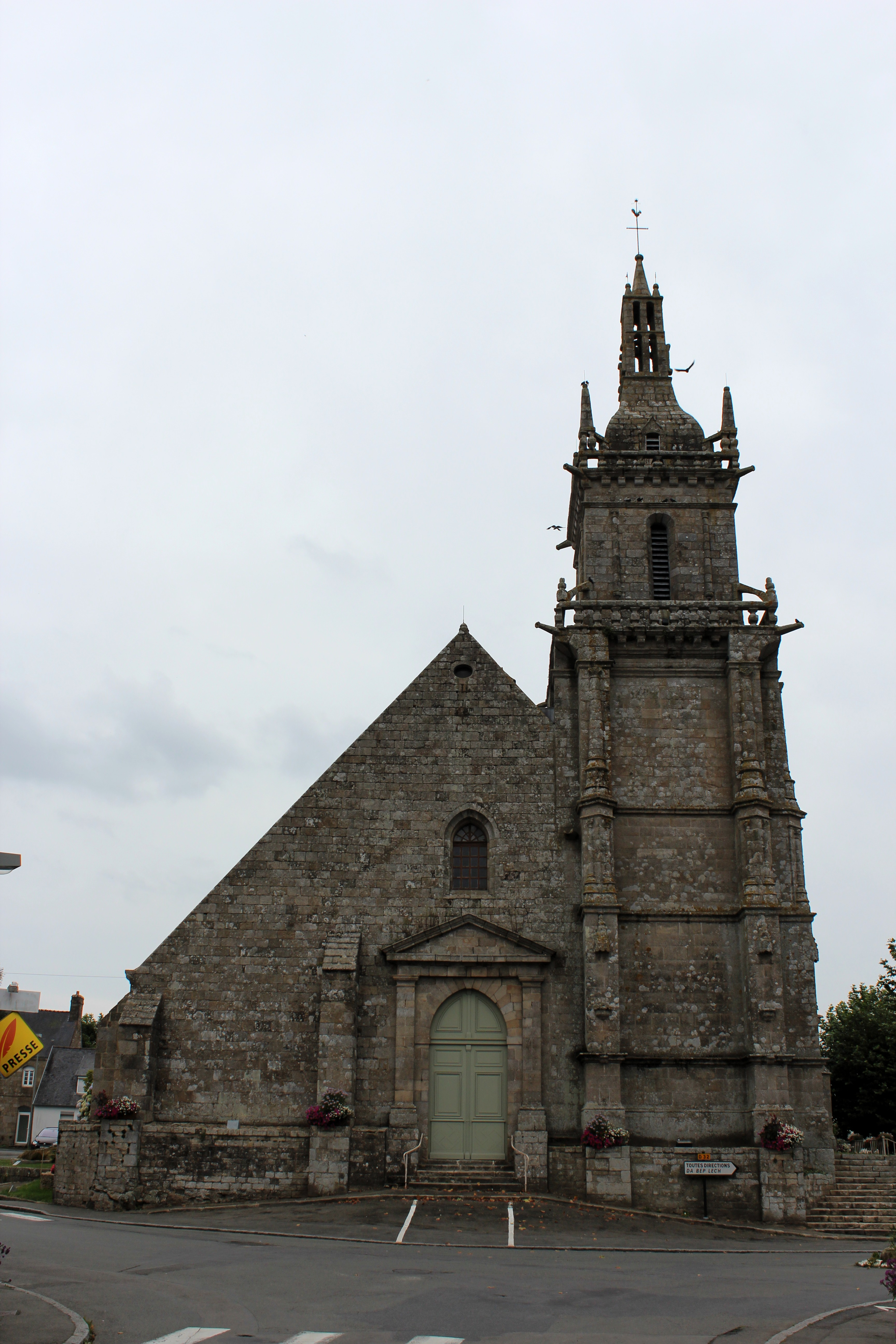
Церковь Нотр-Дам
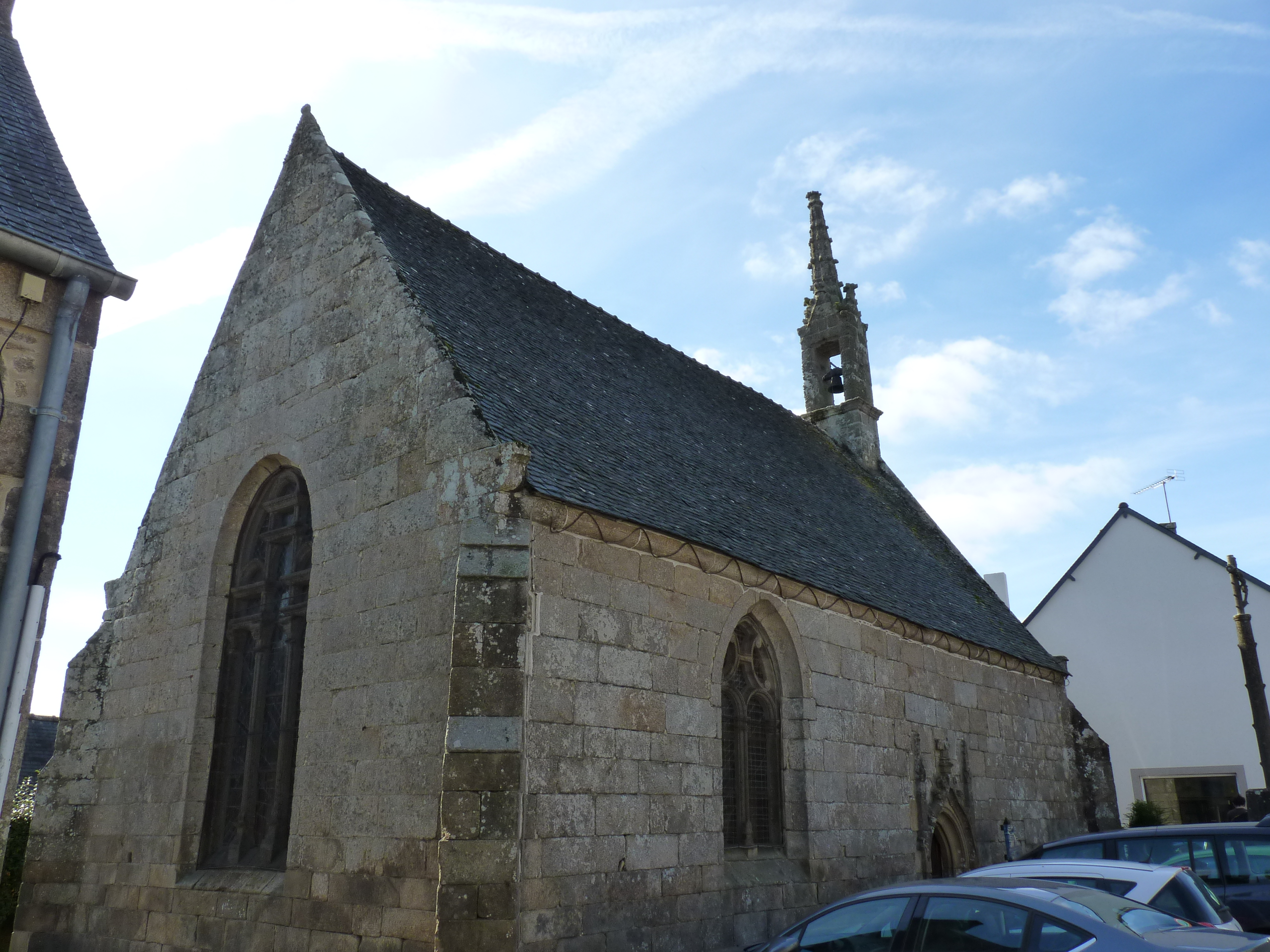
Часовня Св. Варвары
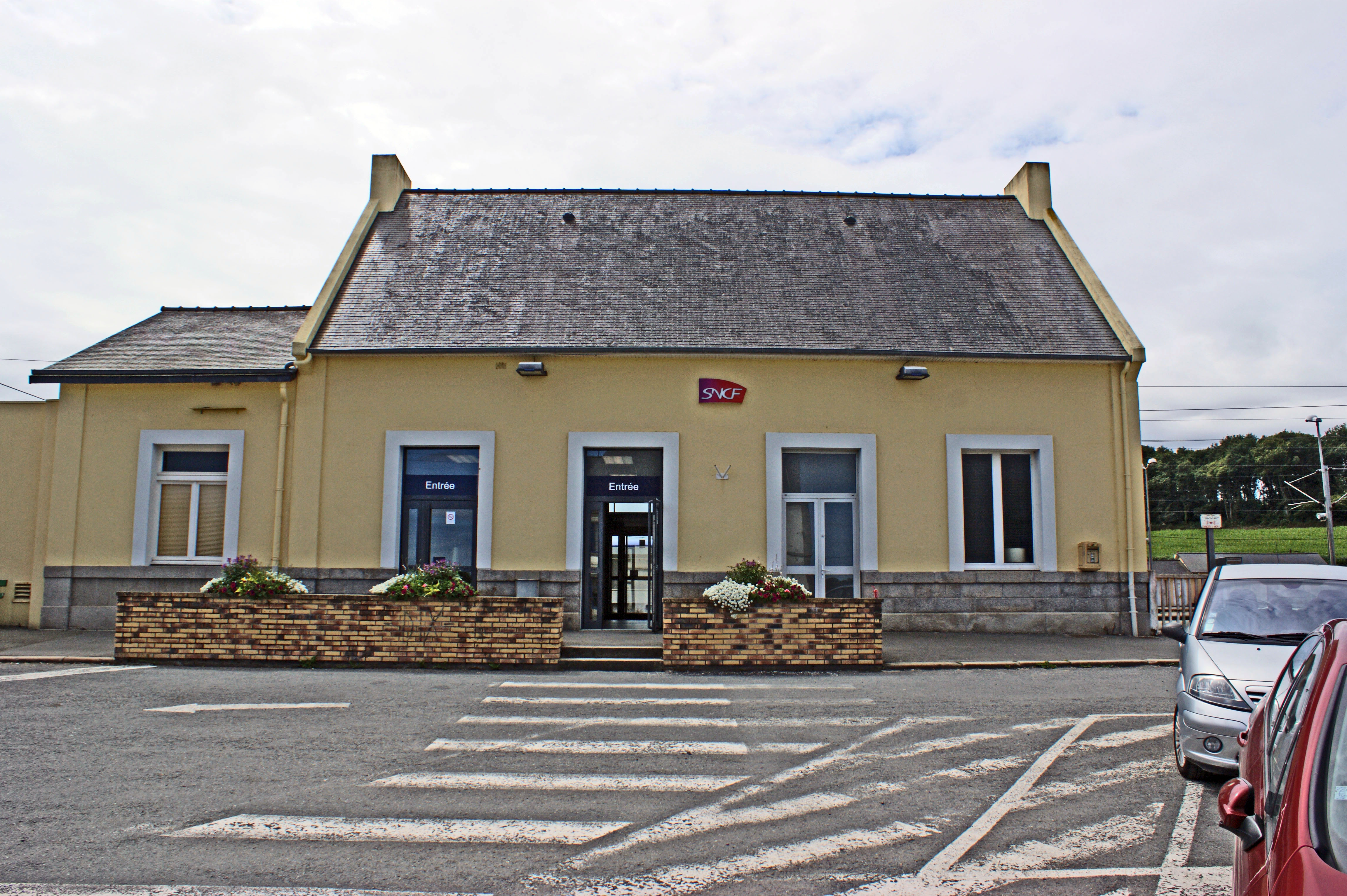
Вокзал
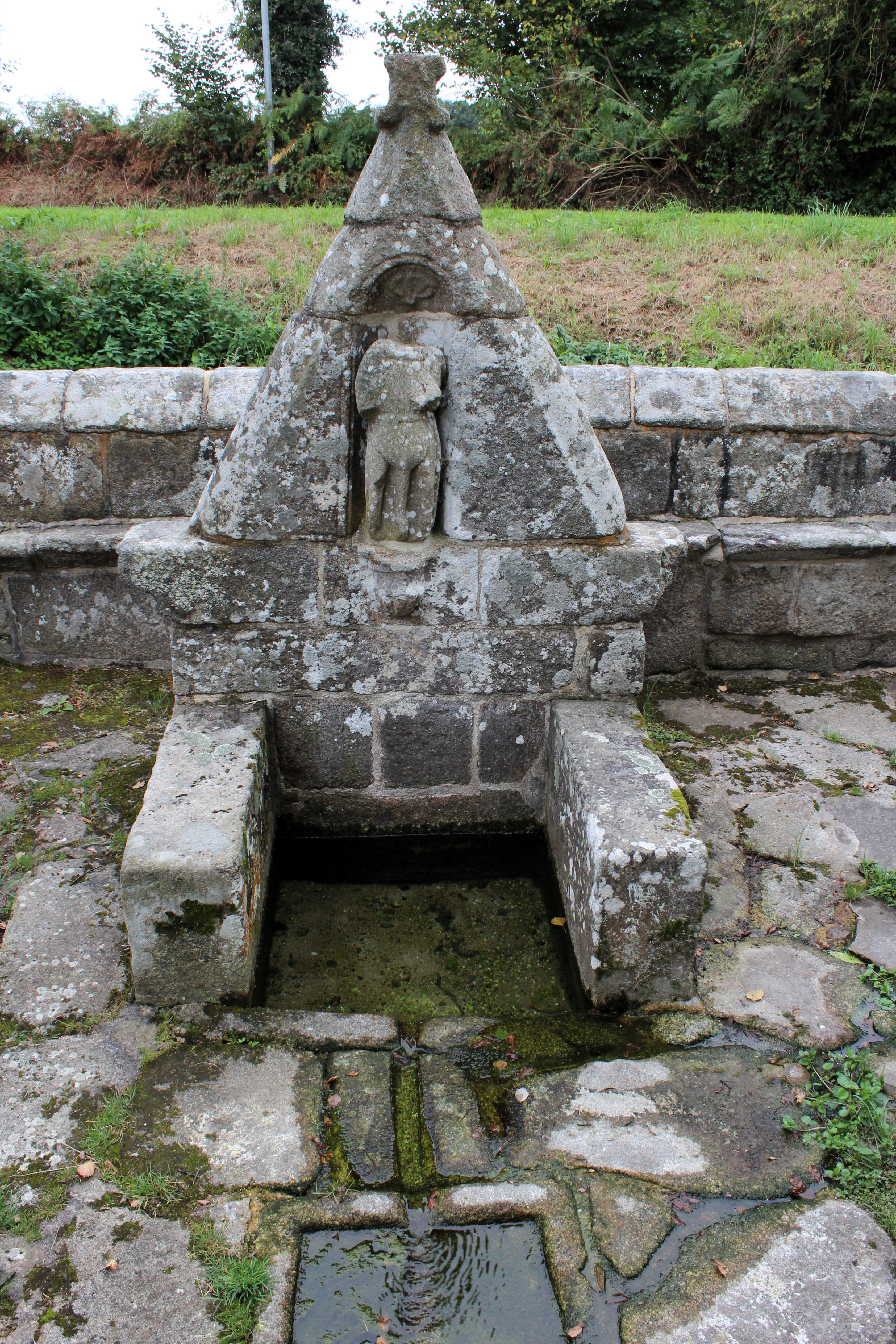
Фонтан Св. Иоанна